# Ремберт (Јужна Каролина)
Ремберт (енгл. Rembert) насељено је место без административног статуса у америчкој савезној држави Јужна Каролина.

## Демографија
По попису из 2010. године број становника је 306, што је 100 (-24,6%) становника мање него 2000. године.
| Група             | 2000.       | 2010.       |
| Белци             | 98 (24,1%)  | 72 (23,5%)  |
| Афроамериканци    | 307 (75,6%) | 201 (65,7%) |
| Азијати           | 0 (0,0%)    | 0 (0,0%)    |
| Хиспаноамериканци | 6 (1,5%)    | 22 (7,2%)   |
| Укупно            | 406         | 306         |